# Ismaninger Straße
Die Ismaninger Straße ist eine Innerorts- und Ein- und Ausfallstraße in München.

## Verlauf

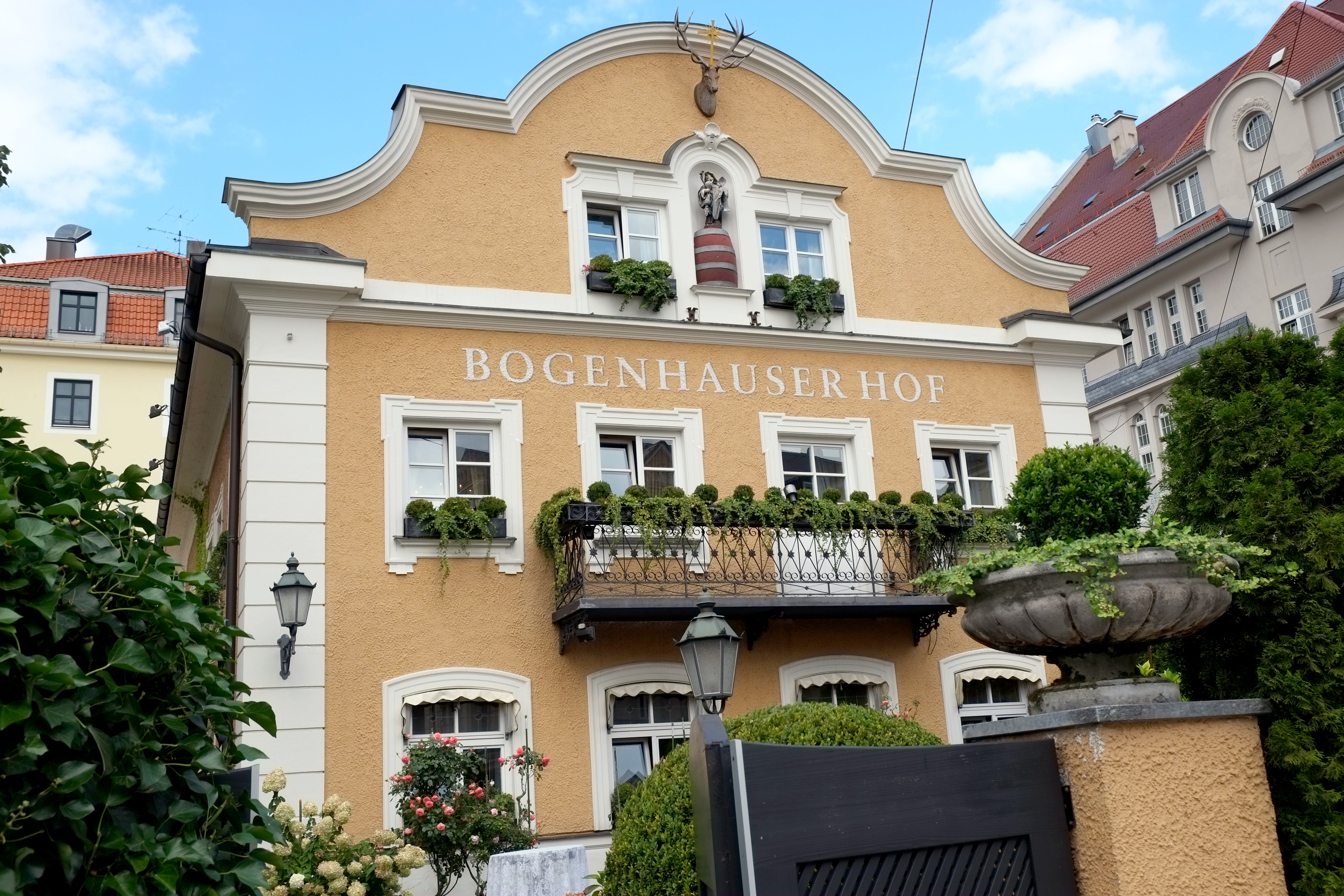
Bogenhauser Hof

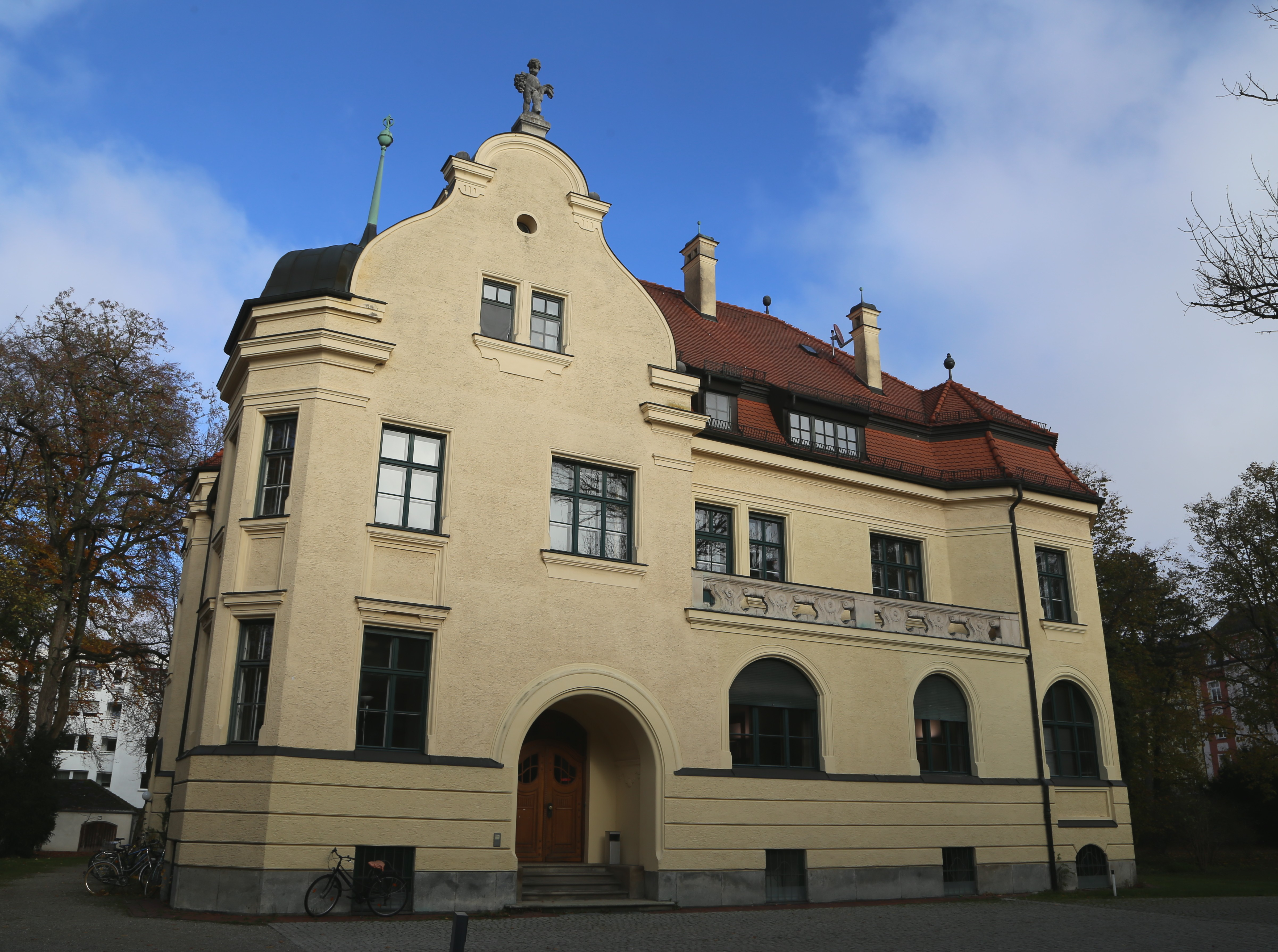
Bürgermeistervilla (Nr. 95)

Die Straße setzt am Max-Weber-Platz in Haidhausen die Innere Wiener Straße geradlinig nach Norden fort, überquert an der Prinzregentenstraße die Stadtbezirksgrenze zwischen den Stadtbezirken Au-Haidhausen und Bogenhausen und setzt sich weiter auf dem östlichen Isarhochufer östlich des alten Ortskerns von Bogenhausen an der Traditionsgaststätte Bogenhauser Hof (Nr. 85) und weiter am früheren Edelsitz Steppberg (später Villa Fleischer, nach dem Ersten Weltkrieg als Reichsfinanzhof fertiggestellt, jetzt Bundesfinanzhof) vorbei bis zum Herkomerplatz fort, wo sie auf die von der Isarbrücke Max-Joseph-Brücke kommende Montgelasstraße trifft, die von der Bülowstraße zum Effnerplatz verlängert wird. Die Verlängerung der Ismaninger Straße bildet die Oberföhringer Straße, die weiter am Hochufer durch den Bogenhausener Ortsteil Oberföhring, die Gemeinde Unterföhring und Richtung Ismaning führt.
Durch die Straße verläuft die Straßenbahnlinie 17 (bis zum Fahrplanwechsel im Dezember 2017 Linie 16). Am Max-Weber-Platz kreuzt sie mehrere andere Straßenbahnlinien. Unter dem Max-Weber-Platz liegt die gleichnamige U-Bahn-Station mit Verzweigung der U-Bahn-Linien U4 und U5.

## Bezeichnung
Die Straße trägt ihre Bezeichnung nach der Gemeinde Ismaning, dem Hauptort der gleichnamigen Grafschaft, die bis zum Jahr 1802 nicht zu Bayern, sondern zum Hochstift Freising gehörte. Die Benennung der Straße geht auf das Jahr 1856 zurück.

## Baudenkmäler in der Ismaninger Straße
- Nr. 1 Mietshaus, Ende 19. Jh.

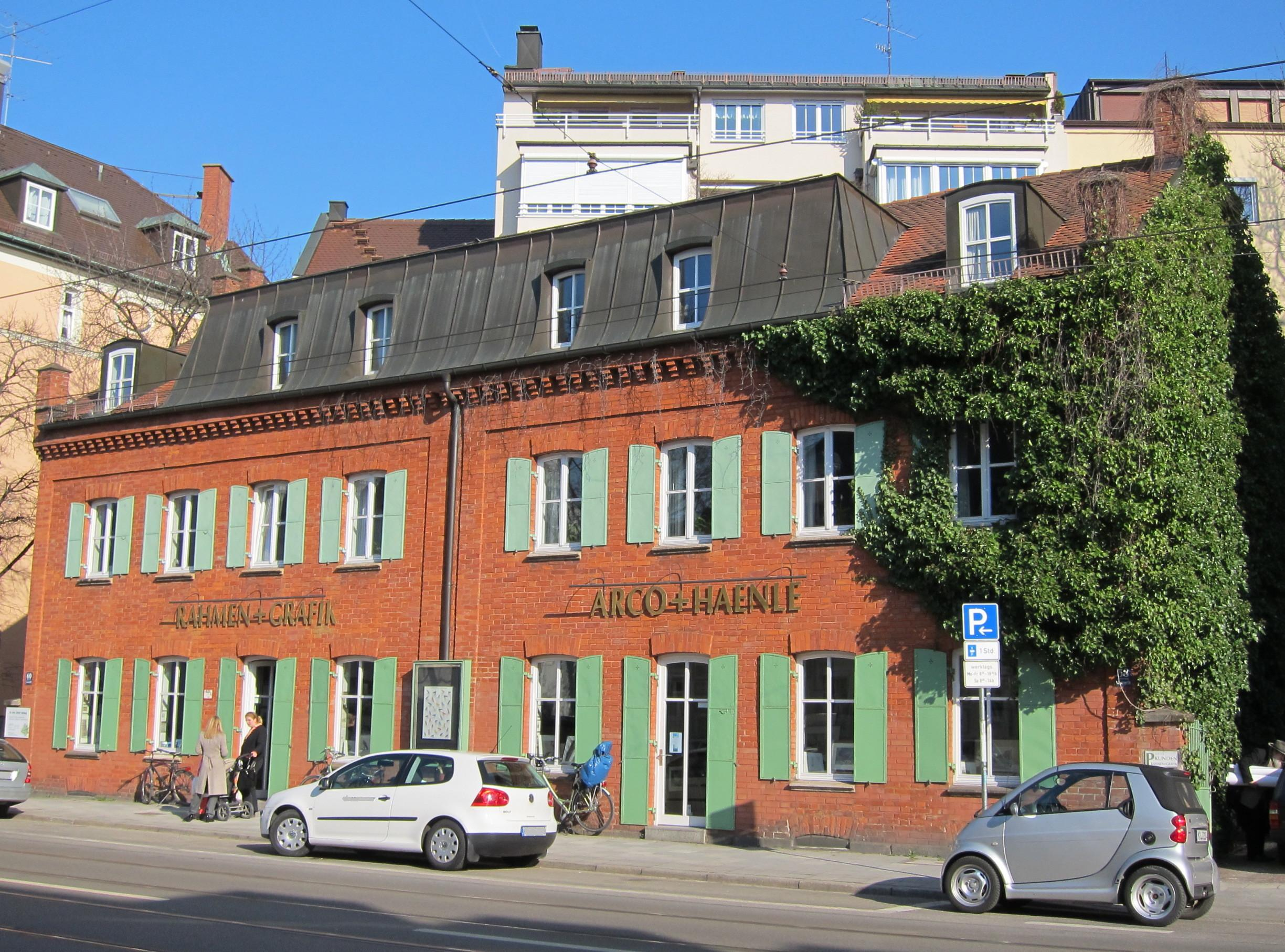
Häuser Nr. 58 und 60

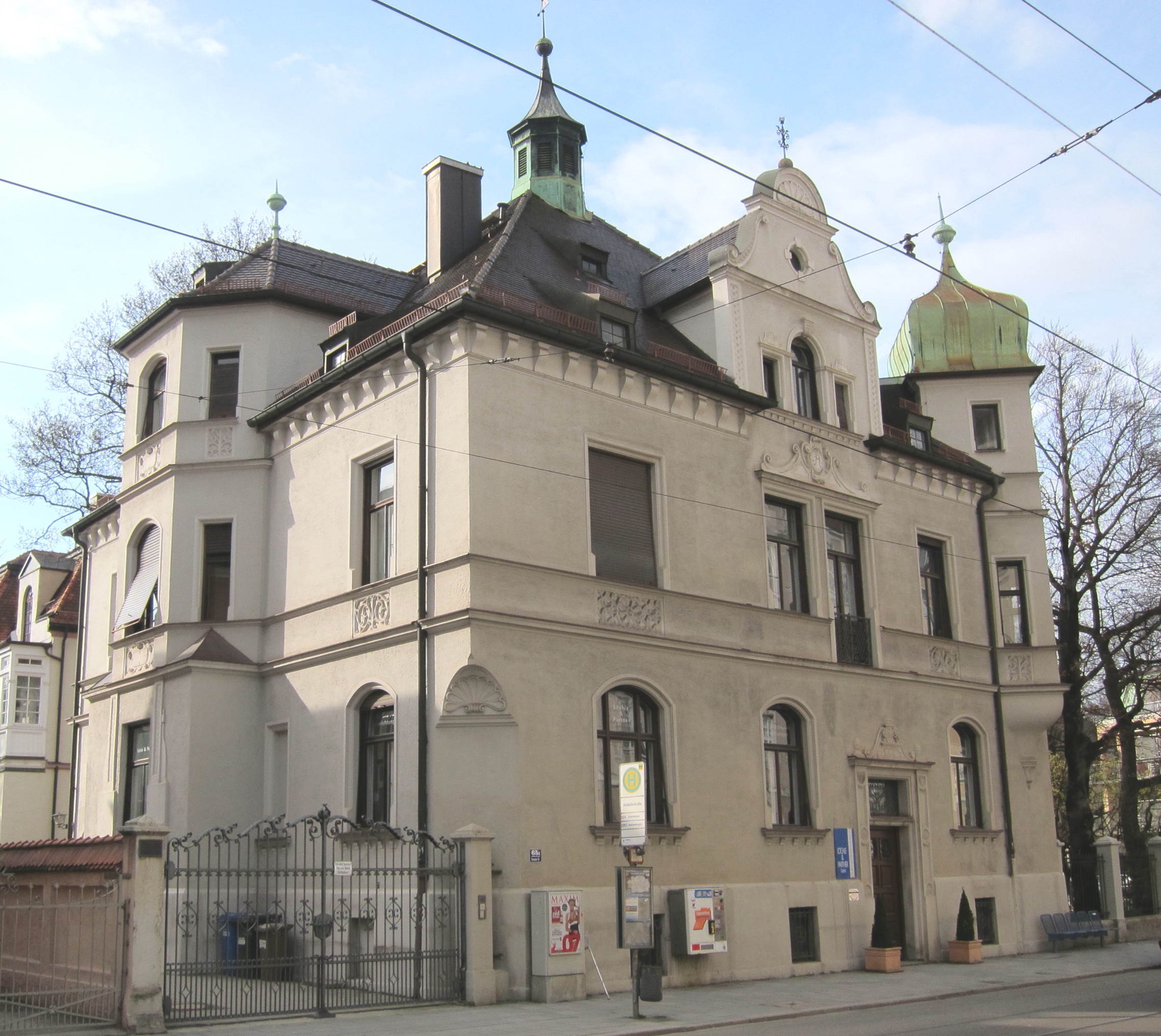
Haus Nr. 65a

- Nr. 2, 4 Doppelhaus, Jugendstil, um 1900, mit Erkern
- Nr. 3 Mietshaus, Neurenaissance, mit Erker, Ende 19. Jh.
- Nr. 5 Vorstadthaus, spätklassizistischer Eckbau, Mitte 19. Jh.
- Nr. 11 Mietshaus, um 1860/70
- Nr. 22 Verwaltungstrakt des Klinikums, 1892/93 von Wilhelm Rettig
- Nr. 27 neubarocke Villa, 1899, umgestaltet 1954
- Nr. 29 Richard-Strauss-Konservatorium, Ende 19. Jh., heute: Freies Musikzentrum
- Nr. 50 Mietshaus, neubarock, 1899
- Nr. 52 Mietshaus, 1892 von Korbinian Schmid, Gruppe mit Prinzregentenstraße 67
- Nr. 56 Mietshaus, spätklassizistisch, um 1870
- Nr. 58/60 Block aus zwei kleinen Rohbacksteinhäusern, 1881
- Nr. 62a Mietshaus, neubarock, um 1900, Gruppe mit Geibelstraße 1
- Nr. 65 villenartiger Neubarockbau mit hohem Belvedere, 1903
- Nr. 65a villenartiges Eckhaus in deutscher Renaissance, 1896 von Alfons Hering als eigenes Wohnhaus
- Nr. 67a Villa, neubarock, 1903, von Josef Wölker
- Nr. 68 Mietshaus mit Erkerturm, 1899
- Nr. 69 villenartiger, barockisierender Bau, Anfang 20. Jh.
- Nr. 74 Mietshaus, neubarock, Anfang 20. Jahrhundert
- Nr. 75 Mietshaus, deutsche Renaissance, mit Erkerturm, um 1900
- Nr. 82 Mietshaus, um 1900
- Nr. 84 Mietshaus, barockisierender Jugendstil, um 1900
- Nr. 85 Gaststätte Bogenhauser Hof, Freistehendes Vorstadthaus, spätklassizistisch, mit reichgeschweiftem Südgiebel, um 1850
- Nr. 86 Mietshaus, Jugendstil, um 1900
- Nr. 88 Mietshaus, deutsche Renaissance, um 1900
- Nr. 91 Mietshaus, deutsche Renaissance, um 1900
- Nr. 92 Mietshaus, Neubarock, 1898 von Leonhard Romeis
- Nr. 94/96 Gruppe von Mietshäusern, barockisierender Jugendstil, Anfang 20. Jh.
- Nr. 95 schlossartige Neubarockvilla (sog. Bürgermeistervilla), 1898 von Paul Pfann und Günther Blumentritt
- Nr. 98 Mietshaus, Eckbau im barockisierenden Jugendstil, 1910
- Nr. 102/106 stattlicher Doppelhausblock im späten, barockisierenden Jugendstil, 1910/11 von Oswald Schiller
- Nr. 105 Togal-Werk, 1899/1900 von Paul Pfann
- Nr. 109 schlossartiger, neubarocker Monumentalbau (jetzt Bundesfinanzhof)[2]
- Nr. 111/113/115 barockisierende Wohnhausgruppe, 1922/23
- Nr. 122 Mietshaus, Neurenaissance, 1889 von Michael Reifenstuel, 1901 aufgestockt
- Nr. 124 Mietshaus, deutsche Renaissance, um 1900, mit großer Michaelsgruppe (erneuert)
- Nr. 126 Mietshaus, deutsche Renaissance, 1901 von Benedikt Beggel
- Nr. 152/154/156/158 Wohnhausgruppe, um die Ecke zur Pixisstraße geführt, 1927 von Heilmann & Littmann für die Gemeinnützige Wohnbaugesellschaft München-Ost

### Abgegangene Baudenkmäler
- Nr. 142: Postamt Ismaninger Straße, abgebrochen 2008

Siehe auch: Liste der Baudenkmäler in Haidhausen, Liste der Baudenkmäler in Bogenhausen